# Pueblo caipira
Los caipiras son un grupo étnico originario de São Paulo, también distribuidos principalmente entre los estados brasileños de Goiás, Minas Gerais, Mato Grosso, Mato Grosso del Sur y Paraná, e históricamente asociados a la colonización de las regiones montañosas de Rio Grande del Sur y Santa Catarina. Durante el período de la colonización de Brasil, su principal mecanismo de comunicación fue la lengua general paulista, que se extendió a otras regiones gracias a los bandeirantes; hoy en día tienen su propio dialecto, en el que se han conservado algunos elementos del paulista y del gallego antiguo.
El pueblo caipira y su cultura son considerados por los intelectuales como una evolución de la antigua sociedad paulista y de la cultura bandeirante. Las zonas donde se introdujo la cultura caipira se agrupan en una única región conocida como Paulistania. Entre sus principales formadores se encuentran los descendientes de los judíos que emigraron de España y Portugal durante la Inquisición, constituyendo un pueblo con una presencia significativa en São Paulo entre los siglos XVI y XVII.

## El término "caipira"
Inicialmente, caipira era un término utilizado por el pueblo guaianá de la región del Medio Tietê para referirse a los bandeirantes, antiguos exploradores que partían de San Pablo con el objetivo de explorar Sudamérica en busca de metales preciosos. El término logo se convirtió en sinónimo de paulista.

### Etimología
La primera definición del nombre "caipira" fue realizada en el siglo XIX, por Baptista Caetano d'Almeida, quien defendió que el término proviene de la lengua tupí: cai (quemado) + pira (piel); lo que se traduce como "piel quemada," en referencia al aspecto físico, posiblemente de los bandeirantes.

### Uso inadecuado del término "caipira"
El término "caipira" se utiliza a menudo de forma peyorativa, etnocéntrica y estereotipada para las poblaciones del campo, como en el libro Urupês de Monteiro Lobato, donde el caipira es retratado como "vieja peste", "parásito caboclo", "parásito de la tierra", "baldío", "seminómada", "inadaptable a la civilización", etc. Como en las tradicionales Fiestas Juninas, donde las personas se visten con ropas de saloio, ropas remendadas, maquillaje exagerado, cintas y pinturas en la cara, características que suelen ser estereotipadas como representación del pueblo caipira. El término también suele asociarse erróneamente como forma de traducción de términos culturales distintos de la cultura caipira y poco extendidos en Brasil, como campero, redneck, hillbilly, entre otros. En Brasil, es habitual que los nombres culturales se conviertan en peyorativos, como "paraguaio" o "paraguay" (también cavalo paraguayo), que suena como sinónimo de algo falsificado, contrabando, o como el término "baiano", que suena como sinónimo de hortera, también relacionado con la pereza, lo mismo que ocurre con el caipira en otros contextos.
En Portugal, según el Dicionário Priberam de Língua Portuguesa, un "caipira" es una persona que vive en el campo, también conocida como "matuto" o "roceiro". También tiene un sentido despectivo, quien tiene maneras consideradas rústicas, simples, toscas o incultas. Durante las Guerras liberales, librada de 1828 a 1834 entre liberales constitucionalistas y absolutistas por la sucesión real, hasta 1832 se llamaba "burros" (lo mismo que tonto, ignorante) a los contitucionalistas; a partir de 1832, en tono despectivo, se les empezó a llamar "caipiras".

## Cultura
La cultura caipira está fuertemente caracterizada por la intensa religiosidad católica tradicional, por diferentes tipos de supersticiones y por su rico y variado folclore. Según los historiadores, ella es la continuación de la cultura de los bandeirantes, quienes luego se alejaron de sus antiguas tareas, relacionadas con exploraciones auríferas, expansionistas y esclavistas. Darcy Ribeiro, en el libro O Povo Brasileiro, reconoce que el caipira es el individuo que vive en una región, llamada por él «Paulistânea» o «Paulistânea caipira», también señala al caipira como el bandeirante que se sedentarizó de sus actividades.
Los territorios ocupados por los bandeirantes comenzaron a presentar una sólida identidad regional debido al hecho de que muchos de ellos, por razones históricas, partieron y no regresaron al Planalto de Piratininga, este fue el proceso que transformó los territorios de exploración, originalmente españoles y brasileños/portugueses, en una terra caipira. Además de São Paulo, hoy la cultura caipira se refiere a las características tradicionales de los estados de Paraná, Goiás, Minas Gerais, Mato Grosso y Mato Grosso del Sur, siendo estos los principales lugares donde se asentaron los valores caipiras. Más al sur, la cultura caipira también se expandió y abarcó áreas que hoy corresponden a la Región de las Misiones, en el noroeste de Rio Grande del Sur, donde hubo una fuerte influencia de los tropeiros que partían de Sorocaba; la variante cultural y los descendientes de los tropeiros y bandeirantes que viven en esta región se denominan "birivas" o "biribas," en dialecto caipira.

## Música
El estilo musical del pueblo caipira, parte del folclore de São Paulo, se originó en la Capitanía de San Vicente. Los temas del estilo caipira son variados, basados en temas que tratan de sucesos reales o ficticios del mundo rural y urbano, predominando el sonido de la viola caipira, un instrumento de diez cuerdas difundido por primera vez entre los indígenas y bandeirantes. 
La música caipira comenzó a popularizarse solamente cuando el periodista y escritor Cornélio Pires, natural de Tietê, fundó en 1924 la Turma Caipira, compuesta por músicos de Piracicaba. En 1929, Cornélio convenció al propietario de la discográfica Columbia para grabar el primer disco de viola caipira de la historia: "Jorginho do Sertão," del dúo Mariano y Caçula, que narraba la historia mítica de un caboclo que, en lugar de recibir el pago que le habían prometido por labrar una plantación de café, su patrón le ofreció casarse con una de sus tres hijas, pero rechazó los tres matrimonios.
Dentro del género, existen estilos, como la moda de viola, catira, pagode caipira, samba caipira y el cururu. Algunos de estos estilos, como el cururu y la catira, suelen interpretarse con bailes folclóricos.

## Representación en la cultura

### Brasil
El caipira fue estigmatizado por Monteiro Lobato, quien conoció sólo al caipira caboclo y lo tomó como paradigma y prototipo de todos los caipiras. El cineasta Amácio Mazzaropi creó un personaje, en la década de 1950, que hizo suceso en el cine brasileño: El Jeca, inspirado en el caipira blanco. El caricaturista Maurício de Sousa también hizo un personaje caipira en las historias de la Turma da Mônica, llamado Chico Bento: un niño que representa la confrontación de la cultura caipira del campo con la urbanización de Brasil. Cabe destacar el hecho de que las historietas de Chico Bento están escritas en el dialecto caipira, en vez del portugués culto. Sin embargo, las expresiones caipiras son colocadas en negrito para diferenciarlas del resto del texto.
En la arte, el caipira fue retratado por el pintor Almeida Júnior en sus obras Caipira picando fumo y Violeiro.